# Windheim (Hafenlohr)
Windheim ist ein Ortsteil der Gemeinde Hafenlohr im unterfränkischen Landkreis Main-Spessart in Bayern. 

## Name

### Etymologie
Seinen Namen hat Windheim vom althochdeutschen „Wunne“ oder „Wünne“, was so viel wie Weide bedeutet, die es im Tal der Hafenlohr reichlich gab. Die Herkunft des Ortsnamens klingt in der Dialektbezeichnung „Winne“ noch recht deutlich an.

### Frühere Schreibweisen
Frühere Schreibweisen des Ortes aus diversen historischen Karten und Urkunden:
- 1342 Windawe
- 1502 Winda
- 1699 Wyndaw
- 1706 Wintheimb

## Geschichte
Vermutlich entstand Windheim im Spessart an der Hafenlohr um das Jahr 1000 und war wie die Orte Marienbrunn und Einsiedel ein Neustadter Klosterhof.
Die erste urkundliche Erwähnung Windheims erfolgte im Jahr 1342 als ein „Heinrich von Windawe“ als Priester in Rothenfels benannt ist.
Windheim gehörte zur Stadt Rothenfels, bis es 1822 selbstständige Gemeinde wurde.
Im Rahmen der Gebietsreform wurde der Ort am 1. Januar 1974 nach Hafenlohr eingemeindet.

## Infrastruktur
Für größere Veranstaltungen steht Einwohnern, Vereinen und Gästen das 2015 eingeweihte Bürgerhaus zur Verfügung. Dieses verfügt über eine gut ausgestattete Küche mit Kühlschrank, Spülmaschine sowie Geschirr und bietet Platz für bis zu 80 Personen. Ein barrierefreier Zugang bietet ein schönes Ambiente mit Blick ins Hafenlohrtal für Festlichkeiten wie Hochzeiten, Geburtstage und Vereinsfeiern im kleineren Rahmen. Ansprechpartner für Mietanfragen ist die Gemeinde Hafenlohr.
Der Jugendzeltplatz Windheim wird vom Landkreis Main-Spessart unterhalten.
Weiter gibt es im Ort einen Gasthof mit Übernachtungsmöglichkeit.